# Station Nowy Tomyśl Strzelnica
Station Nowy Tomyśl Strzelnica is een spoorwegstation in de Poolse plaats Nowy Tomyśl.